# José Pierson
José Eduardo Pierson (* 13. April 1861 auf der Hacienda El Molino; † 1957 in Mexiko-Stadt) war ein mexikanischer Musikpädagoge.

## Leben
José Eduardo Pierson stammte aus einer wohlhabenden Familie und studierte zunächst am Ramsgate College in England und im Anschluss daran an der Santa Clara University in Kalifornien. Er nahm dann Gesangsunterricht bei Enrico Testa in Mexiko und bei Vittorio de Vidal in Mailand. Nach seiner Rückkehr nach Mexiko unterrichtete er Gesang an einer eigenen Musikakademie.
1914 gründete er die Compañía Impulsora de Ópera, zudem wirkte er als musikalischer Berater und Regisseur bei der Aufführung von Opern, Operetten und Zarzuelas an mehreren Opernhäusern der Stadt Mexiko. Zu seinen zahlreichen Schülern zählten Alfonso Ortiz Tirado, Juan Arvizu, José Mojica, Pedro Vargas, Jorge Negrete, Hugo Avendaño und Mercedes Caraza.